# Walter Newman
Walter Newman (New York, 11 febbraio 1916 – Sherman Oaks, 14 ottobre 1993) è stato uno sceneggiatore statunitense.
Ha cominciato la carriera di sceneggiatore cinematografico a partire dalla fine del 1940 ai primi anni del 1990. È stato nominato tre volte agli Oscar (L'asso nella manica, Cat Ballou e Una strada chiamata domani).
Newman non è ufficialmente lo sceneggiatore dei film I magnifici sette e La grande fuga, poiché aveva rinunciato al credito dopo le discussioni con il regista, che in entrambi i casi fu John Sturges.
Newman è nato a New York. Morì a Sherman Oaks, in California, un sobborgo di Los Angeles, il 14 ottobre 1993.

## Filmografia
- Il tesoro sommerso (Underwater!), regia di John Sturges (1955)